# Cantón de Dole-Suroeste
El cantón de Dole-Suroeste era una división administrativa francesa, que estaba situada en el departamento de Jura y la región de Franco Condado.

## Composición
El cantón estaba formado por siete comunas más una fracción de la comuna que le daba su nombre:
- Abergement-la-Ronce
- Choisey
- Crissey
- Damparis
- Dole (fracción)
- Gevry
- Nevy-lès-Dole
- Parcey

## Supresión del cantón de Dole-Suroeste
En aplicación del Decreto n.º 2014-165 de 17 de febrero de 2014, el cantón de Dole-Suroeste fue suprimido el 22 de marzo de 2015 y sus 8 comunas pasaron a formar parte; cinco del nuevo cantón de Dole-2, una del nuevo cantón de Mont-sous-Vaudrey, una del nuevo cantón de Tavaux y la fracción de la comuna que le daba su nombre se unió con la otra para que, por medio de una reestructuración cantonal, fueran creados los nuevos cantones de Dole-1 y Dole-2.